# Tiroler Windröschen
Das Tiroler Windröschen (Anemone baldensis), auch Monte Baldo-Windröschen, Monte Baldo-Anemone oder Erdbeerfrüchtiges Windröschen genannt, ist eine Pflanzenart aus der Gattung Windröschen (Anemone) in der Familie der Hahnenfußgewächse (Ranunculaceae). Es wird auch Monte Baldo-Anemone oder Baldo-Windröschen genannt. Es gedeiht in den Alpen, vor allem in den Südalpen.

## Beschreibung

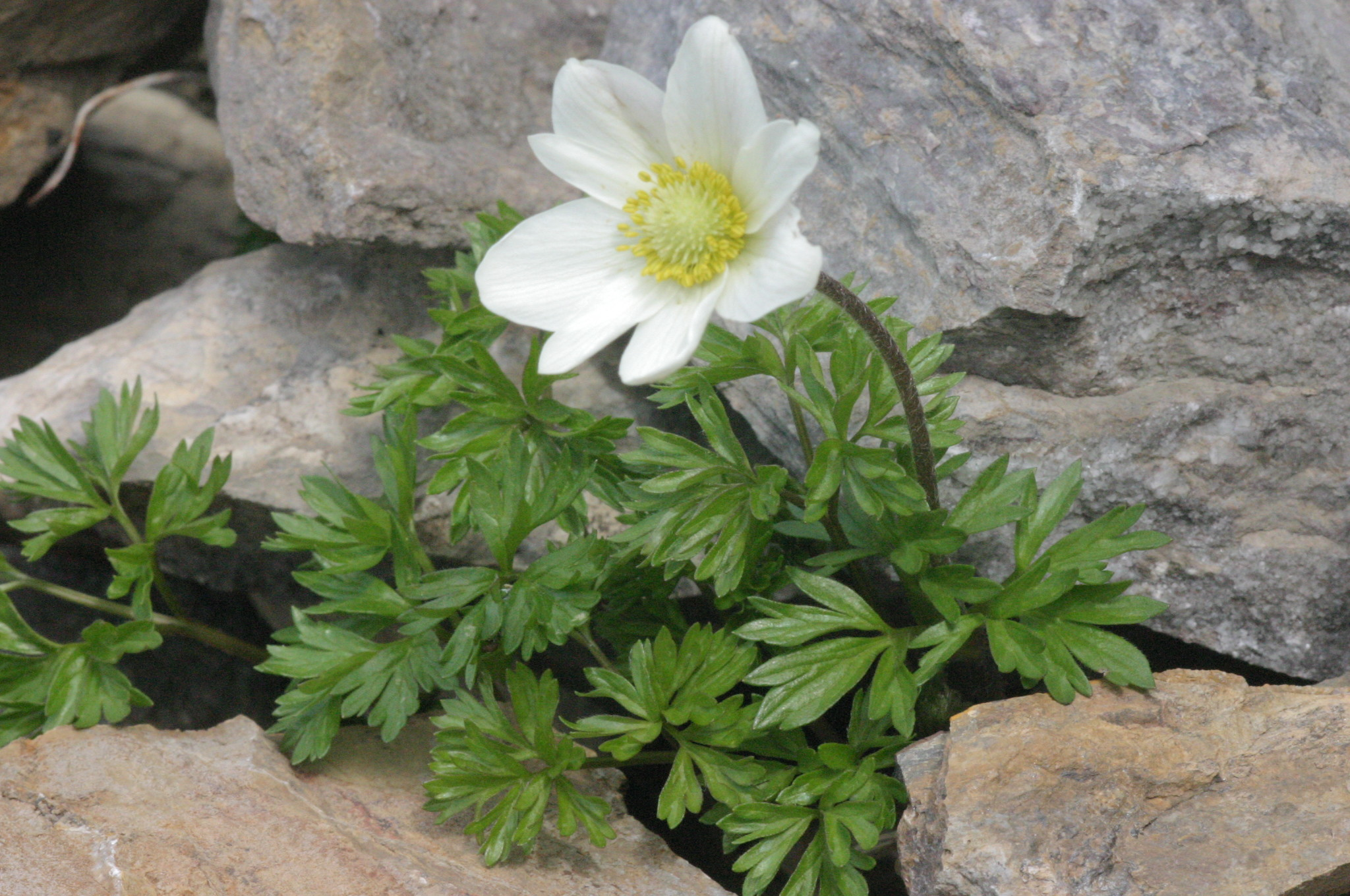
Habitus, Blätter und Blüte

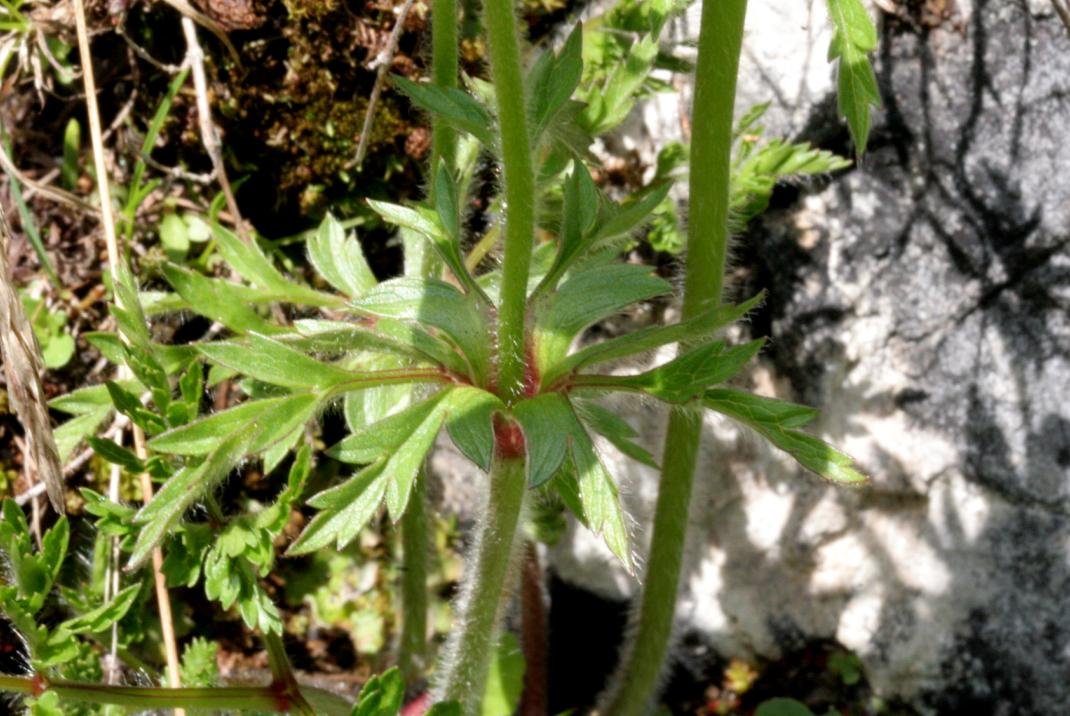
Stängel mit Hochblättern

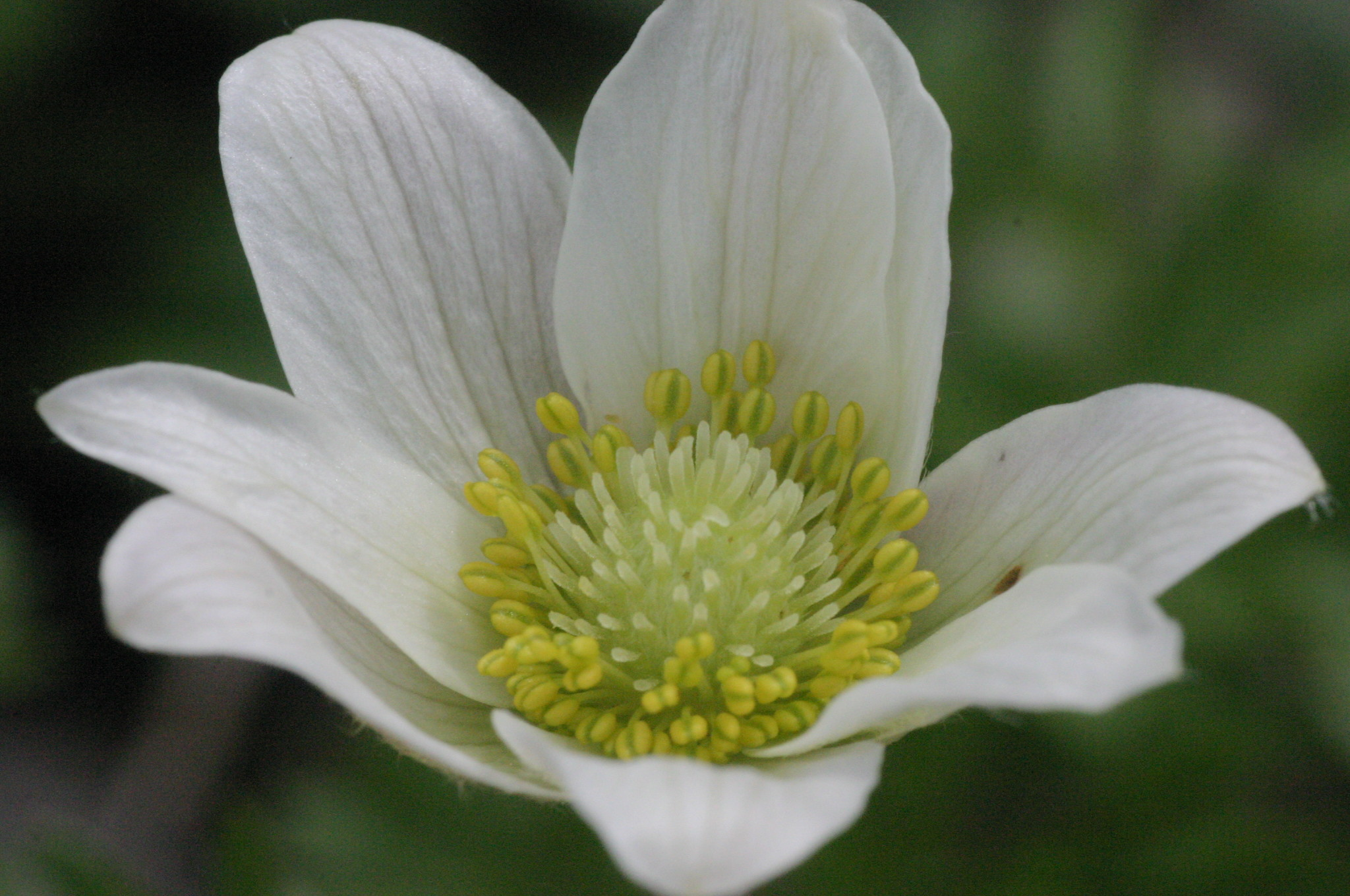
Blüte im Detail mit den weißen Blütenhüllblättern, den vielen Staubblättern und Fruchtblättern

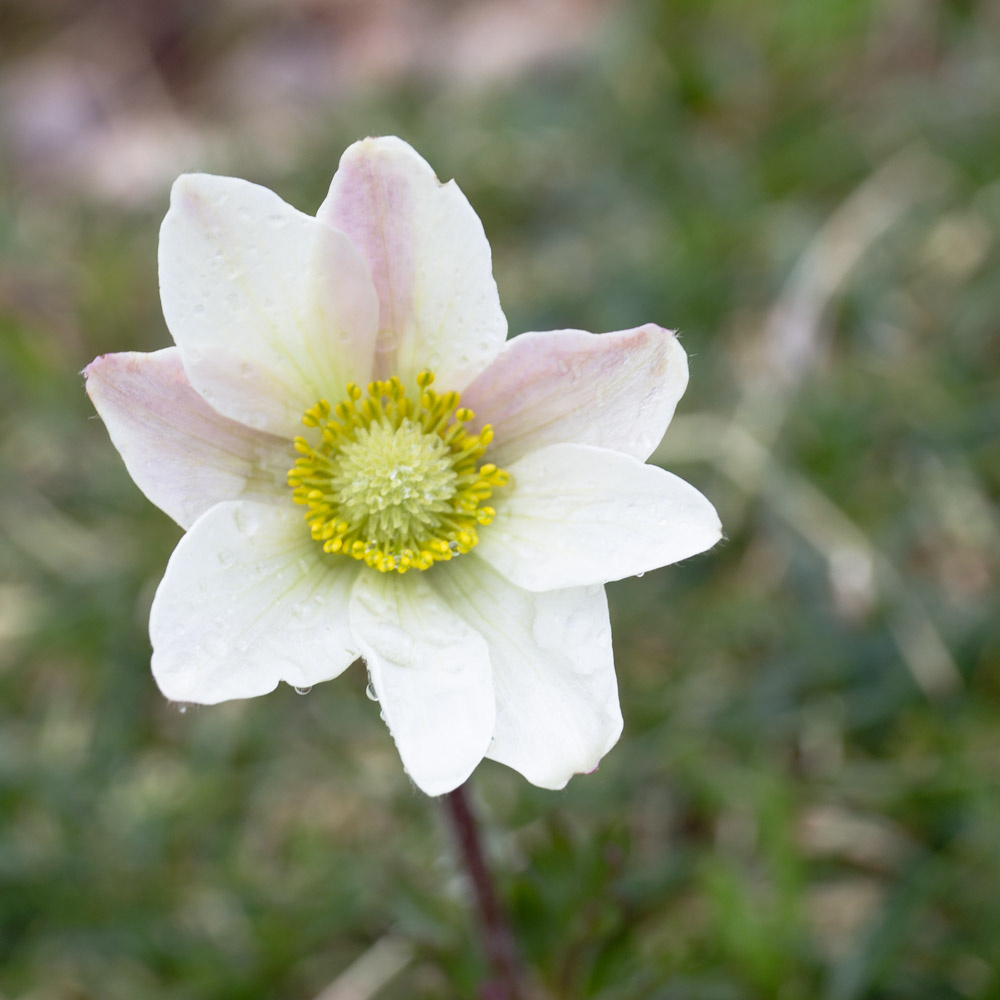
Blüte mit weißen, rosafarben überhauchten Blütenhüllblättern

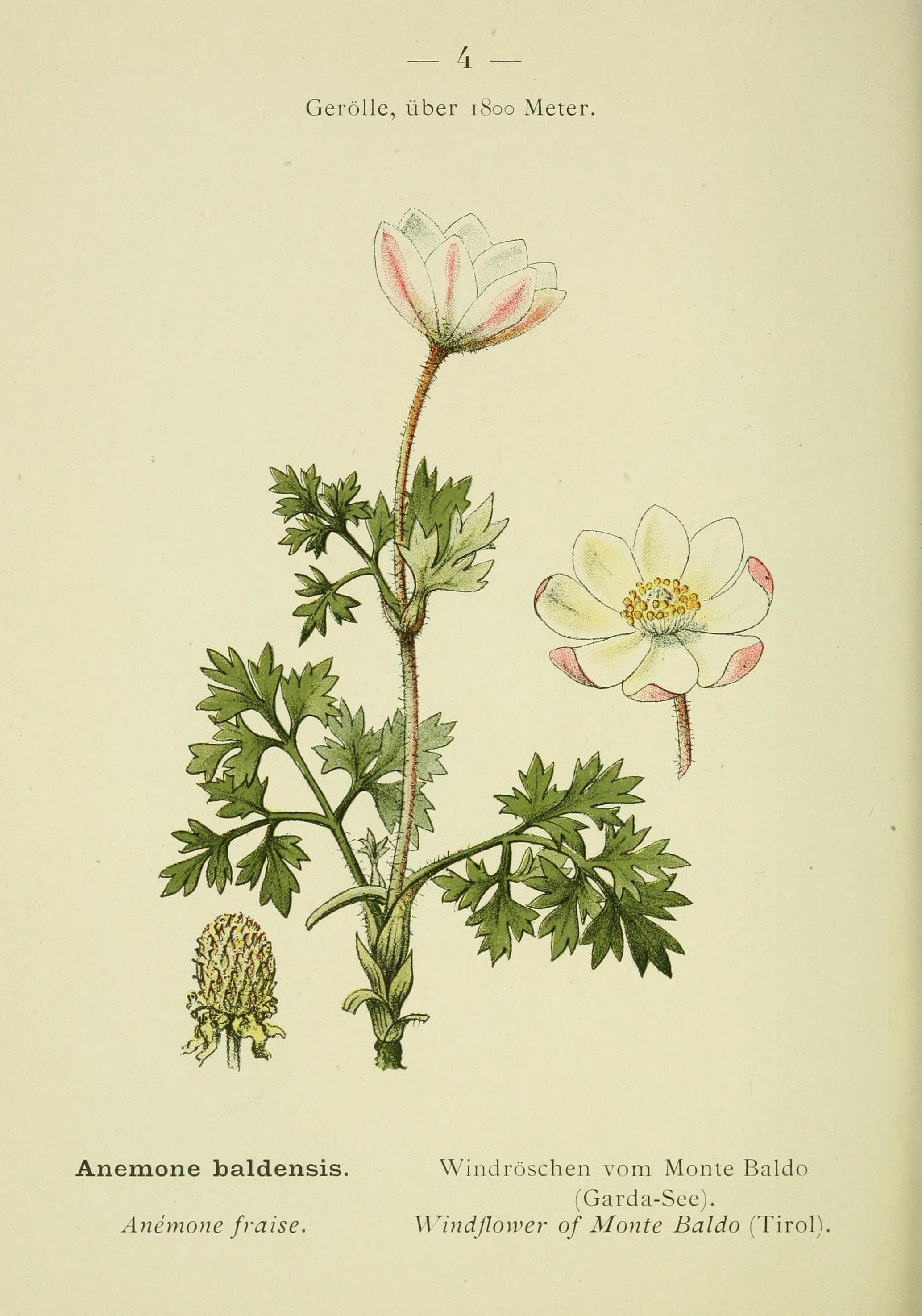
Illustration aus Alpen-Flora, S. 7

### Vegetative Merkmale
Das Tiroler Windröschen ist eine ausdauernde krautige Pflanze, die Wuchshöhen während der Anthese von 5 bis 12, selten bis zu 15 Zentimetern und bis zur Fruchtreife von bis zu 20 Zentimetern erreicht. Der Stängel ist behaart.
Die grundständigen Laubblätter sind doppelt dreizählig zusammengesetzt. Die gestielten Blättchen sind dreischnittig mit mehrfach tief geteilten Abschnitten. Der Stängel trägt in der unteren Hälfte einen Quirl von Hochblättern.

### Generative Merkmale
Die Blütezeit reicht von Juni oder Juli bis August. Die Blüten stehen einzeln. Der zottig behaarte Blütenstiel verlängert sich bis zur Furchtreife. Der Blütenstiel kann deutlich länger sein als der Stängel, dadurch ist der Hochblattquirl ist weit von der Blüte entfernt.
Die zwittrige Blüte ist bei einem Durchmesser von 2,5 bis 4 Zentimetern radiärsymmetrisch. Die fünf bis, meist acht bis zehn weißen, manchmal rosafarben überlaufenen Blütenhüllblätter sind außen lang behaart. In der Blüte befinden sich zahlreiche gelbe Staubblätter und Fruchtblätter.
Im Fruchtstand befinden sich die Früchtchen dicht - erdbeerähnlich - angeordenet. Die Früchtchen sind dicht behaart und tragen am Grunde einen Schopf weißer Haare. Der Griffel verlängert sich nach der Anthese nicht.
Die Polleneinheit und Ausbreitungseinheit ist eine Monade. Das Pollenkorn weist eine Größe vom 26 bis 50 µm auf. Die Pollen sind colpat, isopolar, spheroidal. Es sind drei Keimöffnungen (Aperturen) vorhanden; das triaperture Pollenkorn ist tricolpat.
Die Chromosomenzahl beträgt 2n = 16 oder 24.

## Ökologie
Hemikryptophyten.

## Vorkommen und Gefährdung
Fundortangaben gibt es für die Länder Deutschland (extrem selten), Schweiz, Österreich, südöstliches Frankreich, nordwestliches Italien, Slowenien, Kroatien, Bosnien und Herzegowina, Montenegro sowie Rumänien. Vor allem in Südtirol, in den Dolomiten und im Monte-Baldo-Gebiet zwischen Etschtal und Gardasee kommt das Tiroler Windröschen vor.
Es gedeiht auf kalkhaltigen Böden der alpinen Höhenstufe in Höhenlagen von 1800 bis 3000 Metern. Auf steinigen Magerwiesen und in Felsschutt gedeiht das Tiroler Windröschen.
Anemone baldensis gedeiht in der Schweiz in Pflanzengesellschaften des Verbands Alpine Kalkblockflur (Thlaspion rotundifolii).
Die ökologischen Zeigerwerte nach Landolt et al. 2010 sind in der Schweiz: Feuchtezahl F = 2 (mäßig trocken), Lichtzahl L = 4 (hell), Reaktionszahl R = 4 (neutral bis basisch), Temperaturzahl T = 1+ (unter-alpin, supra-subalpin und ober-subalpin), Nährstoffzahl N = 2 (nährstoffarm), Kontinentalitätszahl K = 3 (subozeanisch bis subkontinental).
In den nördlichen Kalkalpen kommt Anemone baldensis nur sehr selten vor und in den Westalpen ist sie stark gefährdet.

## Taxonomie
Die Erstveröffentlichung von Anemone baldensis erfolgte 1767 durch Carl von Linné in Mantissa Plantarum. Generum Editionis VI et Specierum Editionis, Tomus II, 1, Seite 78. Homonyme sind Anemone baldensis Lam. (in Encyclopédie Méthodique, Botanique, Band 1, 1785, S. 164.) und Anemone baldensis G.Don (in A General History of the Dichlamydeous Plants, Band 1, 1831, S. 18.) Das Artepitheton baldensis bedeutet „vom Monte Baldo“.
2005 erfolgte eine Neukombination zu Anemonoides baldensis (L.) Galasso, Banfi & Soldano durch Gabriele Galasso, Enrico Augusto Banfi und Adriano Soldano in Notes on systematics and taxonomy for the Italian vascular flora. 1. in Atti della Società Italiana di Scienze Naturali e del Museo Civico di Storia Naturale di Milano, Band 146, Nummer 2, S. 222. Dieser Ansicht folgen aber nicht alle Autoren.

## Weiterführende Literatur
- Jaakko Jalas, Juha Suominen: Atlas florae europaeae. Band 8: Nymphaeaceae to Ranunculaceae. Helsinki 1989, ISBN 951-9108-07-6.
- S.Pignatti, Flora d'Italia. 1982.